# 四川山胡椒
四川山胡椒（学名：Lindera setchuenensis）为樟科山胡椒属下的一个种。